# (5361) Goncharov
(5361) Goncharov es un asteroide perteneciente al cinturón de asteroides, descubierto el 16 de diciembre de 1976 por la astrónoma soviética Liudmila Chernyj desde el Observatorio Astrofísico de Crimea (República de Crimea), Rusia).

## Designación y nombre
Designado provisionalmente como 1976 YC2. Fue nombrado Goncharov en honor al escritor ruso Iván Goncharov.